# Trichocyclus balladong
Trichocyclus balladong là một loài nhện trong họ Pholcidae. Loài này được phát hiện ở Tây Úc.